# Daniela Dröscher

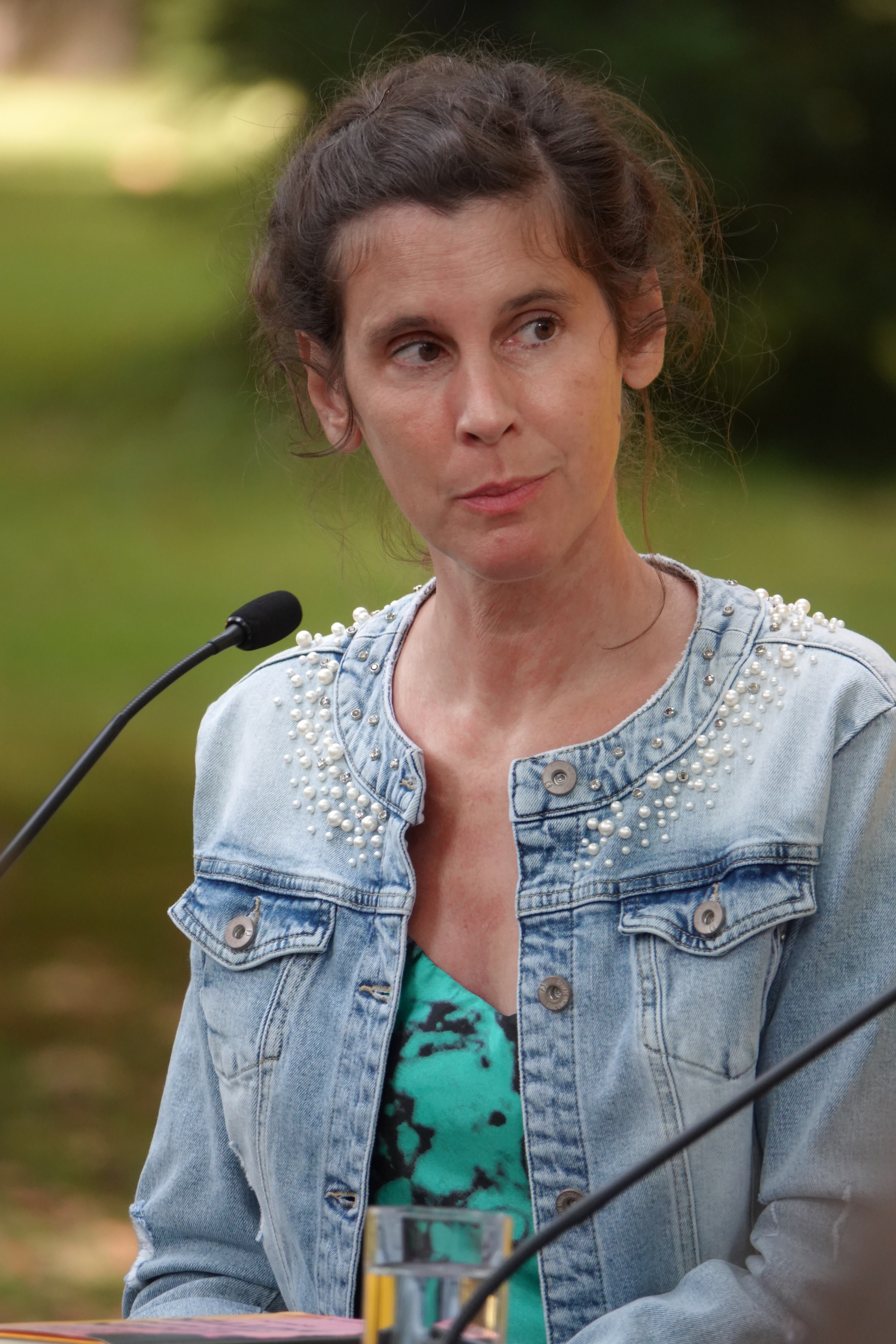
Daniela Dröscher 2022

Daniela Dröscher (* 4. Juni 1977 in München) ist eine deutsche Schriftstellerin.

## Leben
Daniela Dröscher wurde am 4. Juni 1977 in München geboren und wuchs mit ihrer jüngeren Schwester Stefanie im Dorf Becherbach am Fuße des Hunsrück in eher bescheidenen Verhältnissen auf. Die Mutter, Tochter schlesischer Aussiedler, war Fremdsprachenkorrespondentin und später Hausfrau, ihr aus bäuerlichem Umfeld stammender Vater Konstruktionsleiter in einer Firma für Antriebstechnik. Die Eltern ließen sich später scheiden. Nach ihrem Studium der Germanistik, Philosophie und Anglistik in Trier und London promovierte sie im Fach Medienwissenschaft an der Universität Potsdam mit einer Arbeit zur Poetologie Yōko Tawadas. Sie veröffentlichte in Zeitschriften und Anthologien. Von 2008 bis 2010 studierte sie Szenisches Schreiben bei UniT Graz.
Ihren ersten Roman Die Lichter des George Psalmanazar, eine Romandoppelbiografie über Samuel Johnson und den „Orientbetrüger“ George Psalmanazar, nannte Martin Halter in der FAZ vom 18. September 2009 eine „barocke Wunderkammer voll wunderlicher Fata, herzzerreißender Melancholie und Klugheit.“ Sie ist Mitglied im PEN-Zentrum Deutschland.
Im Jahr 2022 gelangte sie mit ihrem Roman Lügen über meine Mutter auf die Shortlist des Deutschen Buchpreises.
Im Frühjahr 2025 wurde Lügen über meine Mutter von der Tobis Filmproduktion als Kinofilm verfilmt. Regie führte Aron Lehmann.
Seit Dezember 2022 ist sie Mitglied im PEN Berlin.
Dröscher lebt mit ihrer Familie in Berlin.

## Auszeichnungen
- 2005: Essay-Preis der Jungen Akademie Berlin
- 2005: Schiller-Essay-Preis der Stadt Weimar
- 2008: Stipendiatin der Autorenwerkstatt Prosa des LCB
- 2008: Teilnahme am Klagenfurter Literaturkurs
- 2009: Martha-Saalfeld-Förderpreis
- 2009: Anna-Seghers-Preis
- 2012: Bayern 2-Wortspiele-Preis
- 2012: Arno-Reinfrank-Literaturpreis[5]
- 2012: Koblenzer Literaturpreis für Die Lichter des George Psalmanazar[6]
- 2013: Stipendium der Film- und Hörspielförderung NRW[7]
- 2014: Aufenthaltsstipendium in der Villa Decius Krakau
- 2017: Robert-Gernhardt-Preis für ihr Romanprojekt Alle, die mich kennen[8]
- 2018: Werkstipendium des Deutschen Literaturfonds, Laufzeit von zwölf Monaten und monatlich 2.000 Euro[9]
- 2019: einjähriges Stipendium der Berliner Senatsverwaltung für Kultur und Europa[10]
- 2022: Shortlist zum Deutschen Buchpreis mit Lügen über meine Mutter
- 2022: Stipendium der Villa Kamogawa, Kyoto[11]

## Veröffentlichungen

### Stücke
- Hundert Blumen (UA in der Regie von Eva-Maria Baumeister; Staatstheater Mainz 2009)
- H I M M E L A N G S T (UA in der Regie von Lilli Hoepner; Schauspielhaus Bochum 2009)
- „Als wäre ich Papier“ (UA in der Regie von Matthias Folz; Kinder- und Jugendtheater Speyer 2010)
- „Wer aus mir trinkt, wird ein Reh. Ein Wagner-Projekt nach Tristan und Isolde“  (UA in der Regie von Eva-Maria Baumeister; Theater der Keller, 2011)
- „Madame Bovary“  (UA in der Regie von Christian Weise, Ballhaus Ost Berlin 2011)
- „Eheleute und Ehelose“ (UA in der Regie von Hannes Hametner, Theater Koblenz 2013)
- „Gespenster in Göttingen“ (UA in der Regie von  Eva-Maria Baumeister, Junges Theater Göttingen 2014)
- „Parsifal – einer von uns, mit uns, unter uns“ (ein Projekt von kidnap someone and make him happy, Junges Theater Göttingen 2014)

### Romane
- Die Lichter des George Psalmanazar, Berlin Verlag, Berlin 2009, ISBN 978-3-8270-0873-2.
- Pola, Berlin Verlag, Berlin 2012, ISBN 978-3-8270-1106-0.
- Zeige deine Klasse: Die Geschichte meiner sozialen Herkunft, Hoffmann und Campe Verlag, Hamburg 2018, ISBN 978-3-455-00431-1.
- Lügen über meine Mutter, Kiepenheuer & Witsch, Köln 2022, ISBN 978-3-462-00199-0.

### Erzählungen
- Gloria. Erzählungen. Berlin Verlag, Berlin 2010, ISBN 978-3-8270-0907-4.

### Sonstiges
- Die Witwen. In: Polar. Heft 2 (2006)
- Schiller lacht oder vom Wunsch, Indianer zu werden. In: sprachgebunden. Heft 3 (2007)
- Gloria, Bella triste, Nummer 22, Hildesheim 2008, ISSN 1618-1727.
- Was will sie mit Kaninchen?. In: Perspektiven. Heft 58 (2008)
- Glückliche Räume. Essay, BELLA triste Nummer 26, Hildesheim 2010, ISSN 1618-1727.
- Zeige deine Klasse. Die Geschichte meiner sozialen Herkunft, Essay, Hoffmann und Campe, Hamburg 2018, ISBN 978-3-455-00431-1.[12]
- Daniela Dröscher/Paula Fürstenberg (Hgg.): check your habitus. [Schöner lesen, SL 191] Sukultur Verlag, Berlin 2021, ISBN 978-3-95566-134-2.